# Jetsadakorn Hemdaeng
Jetsadakorn Hemdaeng (thailändisch จษฎากร เหมแดง, * 2. März 1986 in Ubon Ratchathani), auch als Buaw (thailändisch บัว) bekannt, ist ein thailändischer Fußballspieler.

## Karriere

### Verein
Jetsadakorn Hemdaeng erlernte das Fußballspielen in der Jugendmannschaft des Erstligisten Chonburi FC in Chonburi. Hier unterschrieb er 2006 auch seinen ersten Vertrag. 2012 wurde er die Rückserie an den Ligakonkurrenten Songkhla United FC nach Songkhla ausgeliehen. Bis 2013 spielte er 162 Mal für den Club in der Ersten Liga, der Thai Premier League. 2007 wurde er mit dem Verein Meister. Den Thai FA Cup gewann er 2010. Als Sieger des Kor Royal Cup ging er 2008, 2009 und 2011 vom Platz. 2014 ging er nach Bangkok und schloss sich dem Ligakonkurrenten Bangkok Glass, dem heutigen BG Pathum United FC, an. Mit dem Club wurde er 2014 Thai FA Cup–Sieger. Bis 2016 absolvierte er 65 Spiele für BG. 2017 wechselte er in die Zweite Liga, der Thai League 2, wo er einen Vertrag bei PTT Rayong FC unterschrieb. Für den Club aus Rayong stand er 23 Mal auf dem Spielfeld. Nach einem Jahr wechselte er 2018 zum Erstligisten Ubon UMT United in seine Geburtsstadt Ubon Ratchathani. Nachdem der Verein am Ende der Saison den Weg in die Zweite Liga antreten musste, verließ er den Verein. Für 2019 unterschrieb er einen Vertrag beim Drittklassigen Simork FC aus Suphan Buri. Da der Verein während der Saison gesperrt wurde, unterschrieb er Mitte 2019 einen Vertrag beim Zweitligisten Air Force United in Bangkok. Nachdem die Air Force seinen Rückzug aus der Liga Ende 2019 bekannt gab, unterschrieb er einen Vertrag beim Nachfolgeverein Uthai Thani FC in Uthai Thani. Zwei Jahre später ging er dann weiter zum Drittligisten Ubon Kruanapat FC. Für den Klub aus Ubon Ratchathani bestritt er 21 Drittligaspiele in der North/Eastern Region. Zum Ende der Saison wurde sein Vertrag nicht verlängert.

### Nationalmannschaft
2009 spielte Jetsadakorn Hemdaeng einmal in der thailändischen U-23-Nationalmannschaft. Einmal trug er 2012 auch das Trikot der A-Nationalmannschaft. 

## Erfolge
Chonburi FC
- Thailändischer Meister: 2007
- Thailändischer Pokalsieger: 2010
- Kor-Royal-Cup-Sieger: 2008, 2009, 2011

Bangkok Glass
- Thailändischer Pokalsieger: 2014